# 冉魏
冉魏（350年-352年）是五胡十六国时期后赵主石虎部下汉人冉闵建立的政权。
冉闵藉石虎死后诸子争位之机，于350年篡夺后赵石氏政权，称皇帝，国号“魏”，建都邺，史称冉魏。352年前燕杀冉闵，攻破邺都，冉魏灭亡。
冉闵以其出身地为古魏郡，都城也为魏郡治所邺，故国号为“魏”，以示“重本不忘故”，又和于谶纬之说，又王室姓冉，故名“冉魏”。

## 世系
| 庙号             | 谥号                        | 姓名             | 表字 | 年号或生卒年                                        |
| ---------------- | --------------------------- | ---------------- | ---- | --------------------------------------------------- |
| ——               | 元皇帝（冉闵追谥）          | 冉隆             | ——   | 生卒年：不详                                        |
| 烈祖（冉闵追谥） | 高皇帝（冉闵追谥）          | 冉良（又名石瞻） | 弘武 | 生卒年：299年（？）-328年                           |
| ——               | 平帝 武悼天王（慕容俊追谥） | 冉闵（又名石闵） | 永曾 | 生卒年：322年（？）-352年 永興350年闰二月-352年正月 |
| ——               | —                           | 冉智             | ——   | 生卒年：？-354年 年号：沿用永兴                     |

## 大臣
- 李农，太宰、兼太尉、录尚书事、齐王
- 太尉申鍾
- 司徒刘茂
- 司空石璞
- 司空条枚，又作条攸，352年八月，前燕慕容评把魏后董氏、太子冉智、太尉申钟、司空条枚以及王宫车乘服饰送至蓟城。
- 大将军董闰，又作董闵，352年，冉闵准备与前燕交战，董闰、车骑将军张温劝谏他：“鲜卑人乘胜利之势，锋芒锐利，而且敌众我寡，应该暂且躲避。等他们骄傲懈怠以后，再增加兵力，加以攻击。”战败後，前燕抓到了董闵、张温及冉闵，把他们全都送往蓟城。
- 车骑将军张温
- 卫将军王泰
- 尚书令王谟→徐机→王简
- 左仆射刘琦→张
- 右仆射郎肃
- 侍中王衍，350年，与尚书令王谟一同被杀。
- 侍中李綝，351年，与左仆射刘琦、大将胡睦、司空石璞、尚书令徐机、中书监卢谌、尚书刘钦、刘休一同在战场上被石祗所杀。
- 侍中缪嵩
- 中书监卢谌
- 中书监聂熊
- 中书令李垣
- 光禄大夫韋謏
- 特进郎闿